# 小行星8092
小行星8092（英語：8092）是一颗围绕太阳公转的小行星。1992年2月29日，UESAC在拉西拉天文台发现了此天体。
这颗小行星的绝对星等为96.18194075817678等。